# El Dorado, Sinaloa
El Dorado är en ort i Mexiko.   Den ligger i kommunen Culiacán och delstaten Sinaloa, i den västra delen av landet, 1 000 km nordväst om huvudstaden Mexico City. El Dorado ligger 13 meter över havet och antalet invånare är 14 136.
Terrängen runt El Dorado är mycket platt. Runt El Dorado är det ganska tätbefolkat, med 155 invånare per kvadratkilometer. Närmaste större samhälle är El Rosario, 19,7 km öster om El Dorado. Omgivningarna runt El Dorado är en mosaik av jordbruksmark och naturlig växtlighet.